# یواس‌اس هندوراس (۱۸۶۱)
یواس‌اس هندوراس (۱۸۶۱) (به انگلیسی: USS Honduras (1861)) یک کشتی بود که طول آن ۱۵۰ فوت (۴۶ متر) بود. این کشتی در سال ۱۸۶۱ ساخته شد.